# Breton (hund)
 For alternative betydninger, se Breton (flertydig). (Se også artikler, som begynder med Breton)
Breton er en hunderace, der stammer fra det centrale Bretagne i Frankrig, hvor den i mange hundrede år har været en meget populær jagthund. Racen er af gruppen af stående hunde.

## Kendetegn
Bretonen er en mellemstor hund, der måler ca. 47-50 cm for tæver og 47-51 cm for hanner. Den bør være kompakt og kvadratisk.
Bretonen er en let og livlig hund, der kendetegnes ved dens store jagtlyst. Den elsker at apportere både på land og i vand, den er lærenem og har et godt sindelag. Derfor egner bretonen sig godt som både jagthund og familiehund.
Kendetegnede for bretonen er, at den optræder som et naturligt medlem af familien. En godt præget breton er meget børnevenlig og kommer godt ud af det med andre hunde. Dens alsidighed og sind har gjort den populær hos mange danske jægere og deres familier.